# Jekaterina Alexandrowna Gordejewa
Jekaterina „Katja“ Alexandrowna Gordejewa (russisch Екатерина Александровна Гордеева; * 28. Mai 1971 in Moskau) ist eine ehemalige russische Eiskunstläuferin, die im Paarlauf für die Sowjetunion und Russland startete.
Jekaterina Gordejewa ist die Tochter von Alexander Alexejewitsch Gordejew (Tänzer) und Jelena Lwowna Gordejewa (Angestellte bei TASS). Im Alter von vier Jahren begann Gordejewa beim ZSKA Moskau mit dem Eiskunstlaufen. 1982 wechselte sie zum Paarlaufen, weil sie beim Einzellauf Schwierigkeiten mit den Sprüngen hatte. Ihr Eiskunstlaufpartner wurde Sergei Grinkow.
Das Paar wurde während seiner Karriere oft einfach nur „G&G“ genannt. Trainiert wurden sie von Stanislaw Schuk und Stanislaw Leonowitsch, für die Choreografie zuständig waren Marina Sujewa und Tatjana Tarassowa.
1985 wurden Gordejewa und Grinkow in Colorado Springs Juniorenweltmeister. Ein Jahr später nahmen sie zum ersten Mal an den sowjetischen Meisterschaften teil und beendeten sie als zweitbestes Paar hinter Jelena Walowa und Oleg Wassiljew. Bei ihrem Europameisterschaftsdebüt in Kopenhagen ergab sich die gleiche Reihenfolge. Sie gewannen die Silbermedaille. Doch bereits bei ihrem Weltmeisterschaftsdebüt in Genf gelang es Gordejewa und Grinkow ihre Konkurrenten zu besiegen und Weltmeister zu werden.
1987 gewannen Gordejewa und Grinkow zum ersten und einzigen Mal in ihrer Karriere die sowjetischen Meisterschaften. Bei der Europameisterschaft wurden sie disqualifiziert, da es Probleme mit Grinkows Schlittschuhriemen und ein Missverständnis wegen der bestehenden Regeln gab. Bei der Weltmeisterschaft in Cincinnati verteidigten sie ihren WM-Titel.
Das olympische Jahr 1988 begann für Gordejewa und Grinkow in Prag mit dem Gewinn ihres ersten Europameisterschaftstitels, allerdings in Abwesenheit ihrer größten Konkurrenten Walowa und Wassiljew. In Calgary wurden Gordejewa und Grinkow bei ihrem olympischen Debüt einstimmig Olympiasieger vor Walowa/Wassiljew. Bei der Weltmeisterschaft unterlagen sie ihnen aber durch einen Sturz in der Kür.
1989 nahm das Paar nicht an der Europameisterschaft teil, wurde aber in Paris zum dritten Mal Weltmeister. Das Jahr 1990 war das einzige Jahr ihrer Karriere, in dem sie sowohl Europameister wie auch Weltmeister wurden. Es war der vierte und letzte WM-Titel für Gordejewa und Grinkow.
Im Herbst 1990 beendeten sie ihre Amateurkarriere und wechselten zu den Profis. Sie tourten mit Stars on Ice durch die USA und Kanada und wurden dreimal Profi-Weltmeister. Im April 1991 heirateten Gordejewa und Grinkow. Im September 1992 kam in Morristown, New Jersey ihre gemeinsame Tochter Daria zur Welt.
Eine neue Regel erlaubte es Jekaterina Gordejewa und Sergei Grinkow sich für die olympische Saison 1994 reamateurisieren zu lassen. Sie taten das, wurden russische Meister, Europameister und in Lillehammer schließlich zum zweiten Mal Olympiasieger. Sie waren die einzigen reamateurisierten Sportler, denen dies gelang. Danach kehrten sie zu den Profis zurück und ließen sich in Simsbury, Connecticut nieder.
Gordejewa und Grinkow sind eines von wenigen Paaren, das eine vierfache Dreh-Hebung im Wettbewerb erfolgreich vollführte. Mit zwei Olympiasiegen und vier Weltmeisterschaftstiteln gehören sie zu den erfolgreichsten Eiskunstlaufpaaren der Geschichte.

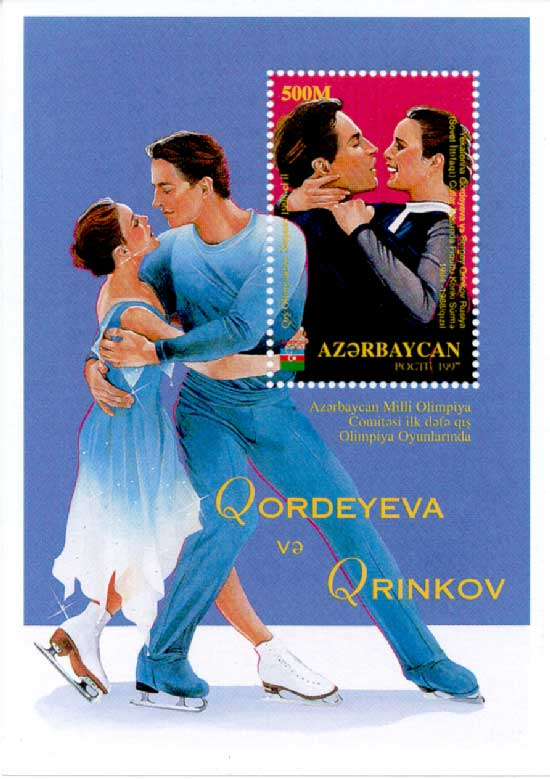
Aserbaidschanische Briefmarke zu Ehren von Sergei Grinkow und Jekaterina Gordejewa

Am 12. November 1995 hatten Gordejewa und Grinkow bei einem Schaulaufen in Albany, New York ihren letzten gemeinsamen öffentlichen Auftritt. Sie liefen zu Verdis Requiem und „Out of Tears“ von den Rolling Stones. Am 20. November 1995 kollabierte Sergei Grinkow während eines Trainings auf dem Eis in Lake Placid und starb an einem Herzinfarkt. Die Ärzte fanden heraus, dass Grinkows Kranzarterien verstopft waren, spätere Tests ergaben, dass Grinkow genetisch vorbelastet war. Der genetische Risikofaktor für frühzeitige Herzinfarkte wird nach ihm auch als „Grinkow-Risikofaktor“ bezeichnet. Grinkow war zum Zeitpunkt seines Todes 28, seine Frau Jekaterina Gordejewa 24 und seine Tochter 3 Jahre alt.  
Er wurde auf dem Wagankowoer Friedhof in Moskau beigesetzt. Ihm zu Ehren lief seine Witwe mit vielen anderen bekannten Eiskunstläufern im Februar 1996 in einer Eiskunstlaufveranstaltung mit, die später im Fernsehen ausgestrahlt wurde. Sie schrieb auch das Buch My Sergej („Mein Sergei“ – deutscher Titel Mondscheinsonate auf dem Eis). Dieses Buch wurde 1998 auch für das Fernsehen verfilmt. 
Sie zog mit ihrer Tochter nach Kalifornien und heiratete 2002 den Eiskunstlauf-Olympiasieger von 1998, Ilja Kulik, mit dem sie eine gemeinsame Tochter namens Jelisaweta „Lisa“ Iljinitschna hat. Die Familie lebt heute in Avon, Connecticut. Um die Aufmerksamkeit für Herzerkrankungen zu steigern, lief Gordejewa in einigen Veranstaltungen mit. Nach ihrem ersten Ehemann war auch ihr Vater 2008 einem plötzlichen Herzinfarkt zum Opfer gefallen.

## Ergebnisse

### Paarlauf
(mit Sergei Grinkow)
| Wettbewerb / Jahr           | 1985 | 1986 | 1987 | 1988 | 1989 | 1990 | 1991 | 1992 | 1993 | 1994 |
| --------------------------- | ---- | ---- | ---- | ---- | ---- | ---- | ---- | ---- | ---- | ---- |
| Olympische Winterspiele     |      |      |      | 1.   |      |      |      |      |      | 1.   |
| Weltmeisterschaften         |      | 1.   | 1.   | 2.   | 1.   | 1.   |      |      |      |      |
| Europameisterschaften       |      | 2.   | D    | 1.   |      | 1.   |      |      |      | 1.   |
| Juniorenweltmeisterschaften | 1.   |      |      |      |      |      |      |      |      |      |
| Sowjetische Meisterschaften |      | 2.   | 1.   |      |      |      |      |      |      |      |
| Russische Meisterschaften   |      |      |      |      |      |      |      |      |      | 1.   |

- D = Disqualifiziert